# Бурауэн, Тео
Теодор Бурауэн (нем. Theodor Burauen; 19 октября 1906 года, Кёльн — 28 октября 1987 года, Кёльн) — немецкий политик. Обер-бургомистр города Кёльна c 9 ноября 1956 года по 17 декабря 1973 года. Считается[кем?] самым популярным мэром Кёльна XX века. Его заслугой считают реконструкцию ратуши, строительство нового здания оперного театра, музея Вальрафа- Рихарца (сейчас это Музей прикладного искусства) и Немецкого университета спорта, новых мостов через Рейн — Святого Северина (вантовый мост) и Зообрюке. С именем Бурауэна тесно связано превращение Кёльнской торговой ярмарки в крупное Международное мероприятие.

## Биография
Теодор Бурауэн родился в Кёльне 19 октября 1906 года. Присоединился к СДПГ в возрасте 20 лет. После учёбы на коммерсанта с 1928 года работал бухгалтером по заработной плате, а с 1932 года в качестве начальника отдела сбыта (продаж) в социал-демократической газете «Рейнская газета» (Rheinische Zeitung). После прихода нацистов к власти в Германии (1933) СДПГ была запрещена, в течение трёх лет Бурауэн был безработным. Жил в этот период за счёт случайных заработков на рынке, работал продавцом в клубном баре «Волькенбург» мужского хора Кёльна, какое-то время был представителем текстильных, страховых компаний и продавцом газетных киосков на рейнских кораблях. В 1936 году Бурауэн был назначен управляющим предприятия среднего размера, изготавливавшего детали для печатных машин.

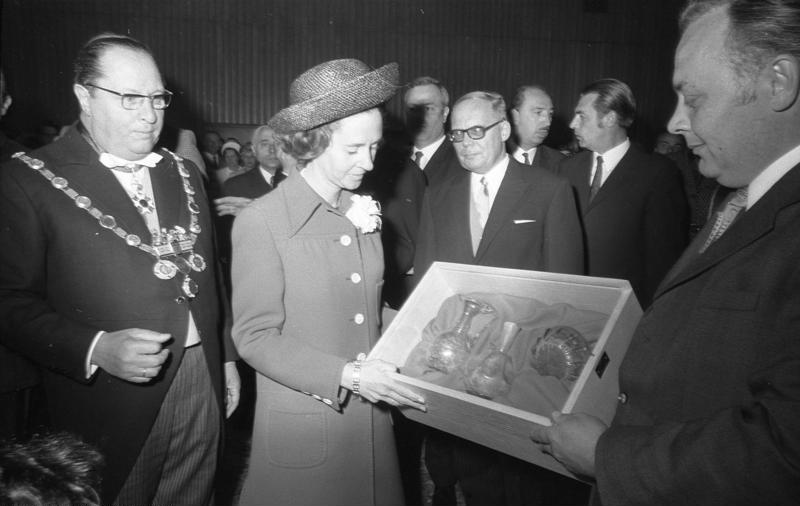
Визит королевы Бельгии в Кёльн. 1971 год

Во время Второй мировой войны с 1940 года служил в вермахте радистом в авиаразведке (Luftnachrichtentruppe), в основном на Балканах. В 1946 году на прямых выборах Бурауэн впервые был избран в городской совет Кёльна, членом которого он будет в общей сложности 27 лет. Когда в 1956 году на местных выборах СДПГ победила с 46 % голосов, новый городской совет избрал обер-бургомисторм Тео Бурауэна (плюс два голоса от СвДП). На выборах 1964 года его партия получила абсолютное большинство в 57,4 %. Он покинул этот пост только 17 лет спустя, в 1973 году. Перед его отставкой 20 декабря 1973 года совет принял решение присвоить ему звание почётного гражданина Кёльна. Церемония награждения состоялась 14 января 1974 года. Кроме того, в 1969 году он стал почётным гражданином Кёльнского университета и почётным доктором юридического факультета.
По инициативе Бурауэна в 1977 году около 80 человек из всех партий совета учредили «Круглый стол бывших членов городского совета Кельна». В 1986 году, к восьмидесятилетию Бурауэна, «Круглый стол» опубликовал памятное издание с речами бывшего обер-бургомистра города.
31 января 1968 года Бурауэн, находясь в качестве гостя правительства в Руанде, получил травму ноги из-за крушения спортивного самолёта и стал инвалидом-колясочником.
Многие считают Бурауэна (в том числе и из-за его социальной политики) самым популярным мэром Кёльна XX века. В городском совете обер-бургомистр всегда полагался на нефракционное согласие, на то, что он называл «парламентской группой Кельна». В период его руководства городом были осуществлены реконструкция ратуши, строительство нового здания оперного театра, музея Вальрафа-Рихарца (сейчас это Музей прикладного искусства) и спортивного университета. Кроме того, были построены новые мосты через Рейн- Святого Северина (вантовый мост) и Зообрюке. С именем Бурауэна тесно связано превращение Кёльнской торговой ярмарки в крупную Международную ярмарку.
В родном городе политик получил прозвище «Дёрес» (прозвище от Теодор). Его именем названы центр для престарелых «AWO Тео-Бурауэн-Хаус», площадь Тео-Бурауэн-Платц и реальная школа Тео-Бурауэн-Реальшуле в Кёльне.
С 25 января 1954 года по 23 июля 1966 года Бурауэн был членом парламента земли Северный Рейн-Вестфалия.
Тео Бурауэн умер в Кёльне в 1987 году и был похоронен на кладбище Мелатен в центре Кёльна.

## Награды
- 1964: Большой крест за заслуги перед Федеративной Республикой Германия.
- 1964: Большая серебряная медаль со звездой за заслуги перед Австрийской Республикой[3].
- 1971: Почётный знак имени Марии Юхач ассоциации АВО (Arbeiterwohlfahrt) за заботу о благополучии рабочих.
- 1973: Большой крест за заслуги перед Федеративной Республикой Германия со звездой.
- 1974: Почётный гражданин Кёльна.